# لغة الإشارة البريطانية
لغة الإشارة البريطانية (BSL) هي لغة الإشارة المستخدمة في المملكة المتحدة، وهي اللغة الأولى أو المفضلة لبعض الصم في المملكة المتحدة؛ هناك 125,000 من البالغين الصم في المملكة المتحدة الذين يستخدمونها بالإضافة إلى ما يقدر ب 20,000 طفل. في عام 2011، أفاد 15,000 شخص، يعيشون في انكلترا وويلز، بانهم يستخدمونها كلغتهم الرئيسية. وتنطوي اللغة على حركة اليدين والجسم والوجه والرأس. كما يستخدمها الألاف من الأشخاص الذين لا يعانون من الصمم كسماع أقارب صم، أو مترجمين بلغة الإشارة، أو نتيجة للاتصال مع مجتمع الصم البريطاني.

## تاريخها
تاريخ وجود لغة الإشارة الموجودة داخل المجتمعات الصم في انكلترا يعود إلى 1570. وقد تطورت لغة الإشارة البريطانية، كما تفعل جميع اللغات، من هذه الأصول عن طريق التعديل والاختراع والاستيراد. أسس توماس بريدوود، وهو مدرس في أدنبره، «أكاديمية برايدوود للصم والبكم» في عام 1760 ويعترف بأنها أول مدرسة للصم في بريطانيا.وكان تلاميذه من أبناء الميسورين. كان استخدامه المبكر لشكل من أشكال لغة الإشارة، النظام الموحد، أول تدوين لما كان سيصبح لغة الإشارة البريطانية فيما بعد، ثم تم تدريب جوزيف واتسون كمعلم للصم في ظل توماس بريدوود وترك المنصب في نهاية المطاف في عام 1792 ليصبح مدير المدرسة العامة الأولى للصم في بريطانيا، ملجأ لندن للصم والبكم في بيرموندسي.
في عام 1815، سافر وزير بروتستانتي أمريكي، توماس هوبكنز غالوديت، إلى أوروبا للبحث في تعليم الصم. وقد رفضت مدارس بريدوود تعليمه أساليبها. ثم سافر غالوديت إلى باريس، وتعلم الأساليب التعليمية للمؤسسة الملكية الفرنسية للصم، وهي مزيج من لغة الإشارة الفرنسية القديمة والعلامات التي وضعها Abbé de l’Épée. ونتيجة لذلك فإن لغة الإشارة الأمريكية اليوم تشبه 60٪ من لغة الإشارة الفرنسية الحديثة، وهي غير مفهومة تقريبا لمستخدمي لغة الإشارة البريطانية.
حتى 1940s تم تمرير مهارات اللغة الإشارة بشكل غير رسمي بين الصم الذين يعيشون في كثير من الأحيان في مؤسسات الإيواء. شجعت المدارس تعليم اللغة عن طريق العقاب وكان التركيز في التعليم على إجبار الأطفال الصم على تعلم قراءة الشفاه والإملاء بالأصبع. من 1970s كان هناك تزايد في التسامح والتعليمات في مدارس لغة الإشارة البريطانية. ولا تزال اللغة تتطور وتتغير مع ظهور علامات جديدة حيث انه مثل علامة الصدقات (alms) والمرتهن (pawnbroker) لم تعد تستخدم، كما تم وضع علامات جديدة مثل الإنترنت والليزر.
تطور اللغة ومستوى قبولها المتغير يعني أن المستخدمين الأكبر سنا يميلون إلى الاعتماد على هجاء الأصابع بينما الأصغر سنا يستفيدون من مجموعة واسعة من العلامات. .
وفي 18 آذار / مارس 2003، اعترفت حكومة المملكة المتحدة رسميا بأن لغة الإشارة البريطانية لغة في حد ذاتها.

## اللغويات

### علم الأصوات
مثل العديد من لغات الإشارة الأخرى، يتم تعريف علم الصوت في لغة الإشارة البريطانية من قبل عناصر مثل شكل اليد، والتوجه، والموقع، والحركة، والميزات غير اليدوية.

## علاقتها مع لغات الإشارة الأخرى
على الرغم من أن المملكة المتحدة والولايات المتحدة تتقاسمان اللغة الإنجليزية كلغة شفوية سائدة، إلا أن لغة الإشارة البريطانية تختلف تماما عن لغة الإشارة الأمريكية، حيث لا يوجد سوى 31٪ من علامات الإشارة متطابقة أو 44٪ مماثلة. تختلف أيضا لغة الإشارة البريطانية عن لغة الإشارة الايرلندية التي هي أكثر ارتباطا مع لغة الإشارة الفرنسية.
لغات الإشارة المستخدمة في أستراليا ونيوزيلندا، تطورت إلى حد كبير من القرن ال 19، وكلها تحتفظ بنفس الأبجدية اليدوية والقواعد وتمتلك مفردات مماثلة. ويمكن اعتبار هذه اللغات من الناحية الفنية لهجات لغة واحدة (بانزل)(BANZSL) نظرا لاستخدامها نفس القواعد والأبجدية اليدوية ودرجة عالية من تقاسم المفردات (تداخل الإشارات). وقد صاغ مصطلح بانزل من قبل تريفور جونستون وآدم شمبري.
في أستراليا تم تأسيس مدارس الصم من قبل الصم المتعلمين من لندن وإدنبره ودبلن. هذا ما أدخل لهجة لندن وإدنبره من لغة الإشارة البريطانية إلى ملبورن وسيدني على التوالي.وأدخلت لغة الإشارة الايرلندية إلى سيدني في المدارس الكاثوليكية الرومانية للصم.لدى لغة الإشارة البريطانية والأسترالية والنيوزلندية 82٪ من الإشارات المتطابقة باستخدام من قائمة سوادش (قائمة سواديش).
ماكاتون هو نظام اتصالات للأشخاص الذين يعانون من إعاقات إدراكية أو صعوبات الاتصال الأخرى، وضع أصلا من إشارات مستعارة من لغة الإشارة البريطانية.ولغة الإشارة المستخدمة في سريلانكا ترتبط ارتباطا وثيقا بلغة الإشارة البريطانية على الرغم من أن اللغة المتحدثة ليست اللغة الإنجليزية، مما يدل على المسافة بين لغات الإشارة والمنطوقة منها.
قام مستخدمو لغة الإشارة البريطانية بحملة من أجل الحصول على ترخيص لها على مستوى رسمي. وقد اعترفت حكومة المملكة المتحدة في 17 آذار / مارس 2003 بالسلطة في حد ذاتها، ولكنها لا تتمتع بحماية قانونية. بيد أن هناك تشريعات تقتضي توفير مترجمين شفويين مثل قانون الشرطة والأدلة الجنائية لعام 1984.

## الاستعمال
لغة الإشارة البريطانية لديها العديد من اللهجات الإقليمية. فعلى سبيل المثال، قد لا تستخدم الإشارات المستخدمة في اسكتلندا، ولا يمكن فهمها على الفور من قبل أولئك الموجودين في جنوب إنجلترا، والعكس بالعكس.بعض الإشارات أكثر محلية، والتي تحدث فقط في بعض المدن أو المناطق (مثل نظام مانشستر لإشارات الأرقام). وبالمثل، قد تشتهر بعض الإشارات أو تتطور مع مرور الوقت، تماما كما تفعل المصطلحات في اللغات الشفوية. قد يكون لدى أسرة الأصم إشارات فريدة بالنسبة لهم لاستيعاب حالات معينة أو لوصف كائن باستخدام هجاء الأصابع. والعديد من القنوات التلفزيونية البريطانية تبث برامج مع مترجم للصم، فضلا عن البرامج المصنوعة خصيصا لذلك.
ويستخدم هذا النظام في بعض المؤسسات التعليمية، سياسة الأطفال الصم في بعض المناطق المحلية. يتم تطوير رسومات لغة الإشارة وهجاء الأصابه لاستخدامها في التعليم من قبل معلمين الصم وتشمل العديد من الإشارات الإقليمية المشار إليها أعلاه.
في عام 2016 تقول جمعية الصم البريطانية أنه استنادا إلى الإحصاءات الرسمية، يعتقد أن هناك 151,000 شخص يستخدمون لغة الإشارة البريطانية في المملكة المتحدة، و 87,000 منهم يعانون من الصمم. هذا الرقم لا يشمل المترجمين الشفويين... الخ، إلا إن كانوا يستخدمونها في المنزل.

## لامعان
هي حملة بدأت من قبل نورفولك وتشابمان لرفع مستوى الوعي للغة الإشارة البريطانية وجذب التوقيعات لتقديم عريضة ليتم تدريسها في المدارس. وقد جذبت العريضة دعم من أكثر من أربعة آلاف شخص في برلمان المملكة المتحدة. رشحت تشابمان لجائزة برنارد ماثيوز للشباب 2014 لعملها وتفانيها في رفع مستوى الوعي بأهمية لغة الإشارة، وفازت بجائزة التعليم.